# Venus Award
El Venus Award és un premi cinematogràfic de la indústria del cinema per a adults presentat anualment en Berlín des de 1994 com a part de la fira comercial Venus Berlin, un festival internacional de comerç eròtic en el recinte firal de Messe Berlin. Els premis abasten prop de 30 categories diferents; i hi ha espectacles d'escenari en directe amb passeig en toro mecànic en topless, lluita amb oli i sexe en viu simulat. Els premis Venus són els únics en què els directors, intèrprets i pel·lícules del mateix país (Alemanya, França, Estats Units, etc.) competeixen honors amb altres entitats del mateix país, mentre que totes les entrades també són elegibles per als premis "europeus" i les categories de premis "internacionals". La Fira Internacional de Venus del 16 al 19 d'octubre del 2003 va tenir unes xifres d'assistència d'unes 40.000 persones. Els guanyadors reben com a premi una estatueta daurada com a trofeu amb la forma del tors de l'estàtua de Venus de Milo.
En 2005 van ser substituïts pels Eroticline Awards, premi que va ser atorgat anualment fins a 2009 com a part del festival Venus Berlin. Els Venus Award van tornar en 2010, i s'han celebrat a Berlín fins a l'actualitat.

## Venus Awards 1997
- Més Venut (EUA) - Dragon Lady[4]
- Més Venut (Europa) - Private Stories[4]
- Millor Pel·lícula (EUA) - Clockwork Orgy[4]
- Millor Pel·lícula (Europa) - Le Prix dela Luxure[4]
- Millor Director (EUA) - Max Hardcore[4]
- Millor Director (Europa) - Mario Salieri[4]
- Millor Actor (EUA) - Valentino[4]
- Millor Actor (Europa) - Rocco Siffredi[4]
- Millor Actriu (EUA) - Rebecca Wild[4]
- Millor Actriu (Europa) - Sarah Young[4]
- Més Venut (Gai) - Club Paradise[4]
- Millor Director (Gai) - Jean-Daniel Cadinot[4]
- Millor Pel·lícula (Gai) - Anchor Hotel[4]
- Més Venut (Alemanya) - Lydia P[4]
- Millor Pel·lícula (Alemanya) - Top Mission[4]
- Millor Camera (Alemanya) - Lars Gordon[4]
- Millor Series Director (Alemanya) - Harry S. Morgan[4]
- Millor Director (Alemanya) - Dino Baumberger[4]
- Millor Actor (Alemanya) - Steve Vincent[4]
- Millor Actriu (Alemanya) - Kelly Trump[4]
- Venus Especial per una Actuació Excepcional (Masculí) - Jean Pierre Armand[4]
- Venus Especial per una Actuació Excepcional (Femení) - Dolly Buster[4]
- Venus Especial pels Exits de tota una vida - Beate Uhse[4]

## Venus Awards 1998
- Millor Pel·lícula - Baron of Darkness[5]
- Millor Director - Michael Ninn[5]
- Millor Actor - Conny Dax[5]
- Millor Actriu - Tania Russof[5]
- Millor Actor Revelació - Titus[5]
- Millor Actriu Revelació - Donna Vargas[5]
- Millor Càmera - Kaito[5]
- Millor Series Director - Paul Rusch[5]
- Millor Sèries de Vídeo - Dolly Buster[5]
- Millor Pel·lícula Gai - Island Guardian[5]
- Millor Actor Gai - York Powers[5]
- Millor Portada Artística - Bezaubernde Jeannie[5]
- Millor Soft Video - Helen Meets Monique[5]
- Millor Revista - Pirate[5]
- Millor Fotògraf - James Baes[5]
- Millor Soft Revista - Penthouse[5]
- Millor Revista de Televisió - Peep[5]
- Millor Reportatge Eròtic de Televisió - Dark Angel[5]
- Venus Erotic Design Award - Schwarze Mode[5]
- Venus Fetish Award - Peter W. Czernich[5]
- Venus Erotic Innovation Award - Private Media Group[5]
- Venus Especial per una Actuació Excepcional (Masculí) - Gabriell Pontello[5]
- Venus Especial per una Actuació Excepcional (Femení) - Babette Blue[5]
- Venus Especial pels Exits de tota una vida - Hans Moser[5]
- Venus '98 Sonderpreis - Princess Chantal Chevalier[5]

## Venus Awards 1999
- Millor Actriu (Alemanya) - Kelly Trump[6]
- Starlet de l'Any - Wanda Curtis[7]
- Millor Pel·lícula (International) - Sex Shot

## Venus Awards 2000
- Millor Pel·lícula - The Net[8]
- Millor Pel·lícula Americana - Nothing to Hide 3 & 4[8]
- Millor Pel·lícula Gai - Dschungel-Boys[8]
- Millor Actor (Alemany) - Titus Steel[8]
- Millor Actor (Europeu) - Rocco Siffredi[8]
- Millor Actriu (Europeu) - Betina Campbell[8]
- Millor Actriu (Alemany) - Gina Wild[8]
- Millor Actriu Americana - Tina Cheri[9]
- Millor Actor Gai (Alemany) - Hal Hart[8]
- Millor Starlet (Alemany) - Julia Taylor[8]
- Millor Sèries de Vídeo - Excuse Me[8]
- Millor Televisió Eròtica - PEEP![8]
- Millor Director (Alemany) - Nils Molitor[8]
- Millor Vídeo Softcore - Tips und Tricks einer Erotik-Queen[8]
- Millor Portada - Nikita X[8]
- Country Award: França - Marc Dorcel[8]
- Country Award: Escandinàvia - Max's[8]
- Country Award: Benelux - Helen Duval[8]
- Millor Fotografia - Guido Thomasi[cal citació]
- Millor Presència a Internet - Beate Uhse AG[6]
- Premi la trajectòria vital - Dolly Buster[6]

## Venus Awards 2001
- Millor Actriu (EUA) - Bridgette Kerkove[10]
- Millor Director (EUA) - Pierre Woodman[10]
- Millor Movie (EUA) - Les Vampyres (Metro Studios)[10]
- Millor Empresa a Amèrica - Leisure Time Entertainment[10]
- Millor Actor Europeu - Toni Ribas[10]
- Millor Actriu Europea - Monique Covét[10]
- Innovació de l'Any - Berth Milton (Private Media Group)[10]
- Country Award (Espanya) - Girls of Private[10]
- Country Award (França) - Marc Dorcel[10]
- Country Award (Itàlia) - Mario Salieri[10]
- Country Award (Escandinàvia) - Beate Uhse Max's Film AB[10]
- Millor Pel·lícula Europea - Divina[10]
- Milor Starlet Alemanya - Tara Young[10]
- Milor Starlet Alemanya (Masculí) - Sachsen Paule[10]
- Millor Actriu Alemanya - Kelly Trump[10]
- Millor Actor Alemany - Zenza Raggi[10]
- Millor Director Alemany - Harry S. Morgan[10]
- Millor Pel·lícula Alemanya - Matressen[10]
- Companyia Alemanya de l'Any - MMV[10]
- Millor Sèries de Vídeo a Alemanya - XXL[10]
- Millor Portada - German Beauty[10]
- Millor Vídeo Soft - Die Teufelsinsel[10]
- Millor Fotògraf Eròtic (Alemanya) - Uwe Kempen[10]
- Empresa Revelació de l'Any (Alemanya) - Inflagranti[10]
- Millor Actor Alemany Gai - Antoine Mallet[10]
- Millor Pel·lícula Gai Alemanya - C'est la vie[10]
- Millor DVD Product - U-Bahn Girls[10]
- Venus Award d'Honor - Teresa Orlowski[10]
- Premi la trajectòria vital - Dirk Rothermund[10]
- Millor Disseny Web - www.dolly-buster.com[10]
- Millor Contingut Web - www.beate-uhse.de[10]
- Innovacó per Internet (Presentació) - www.pelladytower.com[10]

## Venus Awards 2002
- Millor Producte DVD (Alemanya) - U-Bahn Girls II (Videorama)[11]
- Millor Autoría DVD (Alemanya) - New Media Group Enterprises (Goldlight)[11]
- Millor Escena Cum-Shot (Alemanya) - Betty Extrem - GGG - (VPS)[11]
- Millor Sèries de Vídeo (Alemanya) - Boulevard - (DBM)[11]
- Millor Sèries de Vídeo (Alemanya) - Excuse Me - (Videorama)[11]
- Millor Sèries de Vídeo (Alemanya) - Golden Series - (Tabu)[11]
- Millor Pel·lícula Soft (Alemanya) - Manche mögen's heiß - (J.Mutzenbacher/Trimax)[11]
- Millor Pel·lícula Soft (Alemanya) - Venus Girls - (VNM)[11]
- Millor Sèries Soft (Alemanya) - Better Sex Line - (Orion)[11]
- Millor Sèries Soft (Alemanya) - Portada Girls - (VNM)[11]
- Millor Portada (Alemanya) - Crossroads - (Videorama)[11]
- Millor Campanya de Producte (Alemanya) - Gladiator - (Private Media Group)[11]
- Millor Campanya de Producte (Alemanya) - Mandy Mystery Line - (Orion)[11]
- Millor Director (Alemanya) - Nils Molitor[11]
- Millor Director (Alemanya) - Horst Billian[11]
- Millor Director (Alemanya) - Ferdi Hillmann[11]
- Millor Pel·lícula (Alemanya) - Faust - (Goldlight)[11]
- Millor Pel·lícula (Alemanya) - Hart & Herzlich - (Videorama)[11]
- Millor Pel·lícula (Alemanya) - Sexhexen - (MMV)[11]
- Millor Nova Actriu (Alemanya) - Kyra[11]
- Millor Nova Actriu (Alemanya) - Tyra Misoux[11]
- Millor Nova Actriu (Alemanya) - CoCo Brown[11]
- Millor Nova Empresa (Europa) - Hustler Germany[11]
- Special Award (Europa Oriental) - Kovi[11]
- Special Award (Escandinàvia) - Max's Sweden[11]
- Special Award (França) - Marc Dorcel[11]
- Millor Pel·lícula (Europa) - Gladiator - (Private Media Group)[11]
- Millor Pel·lícula (Europa) - Faust - (Goldlight)[11]
- Millor Director (Europa) - Mario Salieri[11]
- Millor Director (Europa) - Antonio Adamo[11]
- Millor Actor (Europa) - Toni Ribas[11]
- Millor Actriu (Europa Oriental) - Monique Covét[11]
- Millor Actriu (Europa Oriental) - Rita Faltoyano[11]
- Millor Pel·lícula Gai - Russian Village Boys - (Man's Best)[11]
- Millor Director Gai - Jean-Daniel Cadinot[11]
- Millor Actriu (EUA) - Tera Patrick[11]
- Millor Actriu (EUA) - Jodie Moore[11]
- Millor Pel·lícula (EUA) - Perfect - (Private Media Group)[11]
- Millor Pel·lícula (EUA) - Taboo 2001 - (Touch Video)[11]
- Millor Director (EUA) - Andrew Blake[11]
- Millor Director (EUA) - Pierre Woodman[11]
- Millor Sèries de Vídeo (Internacional) - Barely Legal - (Hustler Video)[11]
- Millor Presentació d'Internet - www.privatespeed.com[11]
- Producte Innovació Bio Glide - Joydivision[11]
- Innovació de l'Any - Private-PDA[11]
- Innovació de l'Any - ErotikCinema.de (Musketier)[11]
- Empresa de l'Any (Alemanya) - Goldlight[11]
- Empresa de l'Any (Alemanya) - MMV[11]
- Empresa de l'Any (Alemanya) - Videorama[11]
- Millor Actor (Alemanya) - Horst Baron[11]
- Millor Actor (Alemanya) - Titus[11]
- Millor Actor (Alemanya) - Claudio Meloni[11]
- Millor Actriu (Alemanya) - Isabel Golden[11]
- Millor Actriu (Alemanya) - Anja Juliette Laval[11]
- Millor Actriu (Alemanya) - Mandy Mystery[11]
- Premi la trajectòria vital (Alemanya) - Moli[11]

## Venus Awards 2003
- Millor Actor (Europa) - Rocco Siffredi[2][12]
- Millor Actriu (Hongria) - Michelle Wild[2][12]
- Millor Actriu (Europa) - Julia Taylor[2][12]
- Millor Pel·lícula Soft Alemanya - Fesselnde Knotenkunst Aus Fernost (Orion)[2]
- Millor Pel·lícula - Benelux Wasteland (Bizarre Spielchen/Magmafilm)[2]
- Millor Pel·lícula (Espanya) - The Fetish Garden[2][12]
- Millor Pel·lícula (França) - Melanie (La Jouisseuse/VMD)[2]
- Millor Pel·lícula (Escandinàvia) - Pink Prison[2][12]
- Millor Pel·lícula (EUA) - Space Nuts (Wicked Pictures)[2]
- Millor Pel·lícula (Hongria) - The Garden of Seduction[2]
- Millor Pel·lícula (Itàlia) - La Dolce Vita[2]
- Millor Pel·lícula (Alemanya) - Die 8.Sünde (The 8th Sin - Magmafilm)[2]
- Millor Pel·lícula (Europa) - Cleopatra[2][12]
- Millor Sèries de Vídeo (Internacional) - Balls Deep (Anabolic)[2]
- Millor Sèries de Vídeo (Alemanya) - Black Hammer (VNM By VPS)[2]
- Millor Pel·lícula Gai (Internacional) - French Erection (Ikarus Film)[2]
- Millor Joc PC Eròtic - Casablanca 1942 (Red Fire Software/VPS)[2]
- Millor Espectacle Eròtic - Tammy's Erotic Show[2]
- Millor Portada (Alemanya) - Fesselnde Knotenkunst Aus Fernost (Orion)[2]
- Millor Director (França) - Alain Payet[2]
- Millor Director (Itàlia) - Mario Salieri[2]
- Millor Director Gai (Internacional) - Jean-Daniel Cadinot[cal citació]
- Millor Revista Eròtica (Alemanya) - Coupe[2]
- Millor Presència a Internet - pelladytower.com[2]
- Millor Idea Eròtica - Poppp-Stars/Beate Uhse[2]
- Millor Producte DVD (Alemanya) - Triebige Swinger[2]
- Millor Producte DVD (Europa) - La Dolce Vita[2]
- Empresa de Distribució de l'Any Alemanya - Orion[2]
- Empresa de l'Any - MMV (Multi Media Verlag)[2]
- Innovació de l'Any - Dolly Buster at Vodafone-live[2]
- Premi Especial Producte - Nature Skin Toys/Orion[2]
- Premi Especial del Públic - Marc Anthony (Private), www.private.com[2] & Dolly Buster[2][12]
- Premi Especial Honorífic - Gerd Wasmund (alias Mike Hunter)[2] & Harry S. Morgan[cal citació]
- Millor Nova Starlet (EUA) - Sunrise Adams (Vivid)[2]
- Millor Actor (EUA) - Lexington Steele (VNM)[2]
- Millor Nova Starlet (Hongria) - Maya Gold (Luxx Video)[2]
- Millor Director (Hongria) - Don Sigfredo (DBM)[2]
- Millor Director (Escandinàvia) - Nike Beck (Tabu)[2]
- Millor Actriu (Escandinàvia) - Tanya Hansen (Tabu)[2]
- Millor Nova Starlet (Europa) - Laura Angel[2]
- Millor Actriu (França) - Mélanie Coste (VMD)[2]
- Millor Nova Starlet (Alemanya) - Sharon Da Vale (Inflagranti)[2]
- Millor Director (Alemanya) - Nils Molitor (Magmafilm)[2]
- Millor Director (Europa) - Kovi (Luxx Video)[2]
- Millor Actor (Alemanya) - Conny Dax (Magmafilm)[2]
- Millor Actriu (Alemanya) - Denise La Bouche (MMV)[2]

## Venus Awards 2004
- Millor Portada (Alemanya) - Der Club des anspruchsvollen Herrn (Videorama)[13]
- Millor Segell Nou (Alemanya) - Bad Ass (Playhouse)[13]
- Millor Empresa Nova (Alemanya) - EVS[13]
- Millor Director Gai (Internacional) - Marcel Bruckmann[13]
- Millor Pel·lícula Gai (Internacional) - Sex Around the Clock (S.E.V.P.)[13]
- Informes impresos Itàlia, GB i Alemanya (Premi del Jurat) - Hot News/ETO/Medien E-Line[13]
- Campanya Especial de Producte Alemanya (Premi del Jurat) - Testosteron Power-Pack No.1 (No Limit)[13]
- Especial Campanya de Màrqueting Alemanya (Premi del Jurat) - www.missbusty.de (VNM)[13]
- Especial Producció de Vídeo (Premi del Jurat) - German Goo Girls (John Thompson Productions)[13]
- Especial Sèries de Vídeo (Premi del Jurat) - Arschparade (MMV)[13]
- TOP Erotic TV Show (Premi del Jurat) - Lust Pur Mit Conny Dax (Beate Uhse TV)[13]
- Especial Internet Site (Premi del Jurat) - www.ueber18.de[13]
- Especial Europa Oriental Award (Premi del Jurat) - Ference Hopka[13]
- Especial Empresa Alemanya (Premi del Jurat) - Muschi Video[13]
- Reeixides Sèries de Vídeo Alemanya (Premi del Jurat) - Mutzenbacher (Herzog Video)[13]
- Millor Producte DVD (Alemanya) - Millionaire (Private Media Group)[13]
- Millor Càmera (Alemanya) - Nils Molitor[13]
- Millor Sèries de Vídeo (Alemanya) - H D S S S G (DBM)[13]
- Millor Pel·lícula Soft (Alemanya) - Bettenwechsel in Dänemark (Orion Versand)[13]
- Millor Actriu (Hongria) - Nikky Blond[13]
- Millor Pel·lícula/Series Gonzo (Internacional) - Apprentass (Playhouse)[13]
- Millor B2C Website (Internacional) - www.FunDorado.com (Orion Versand)[13]
- Millor Presència a Internet (Internacional) - www.DejanProduction.de[13]
- Millor Director (Itàlia) - Mario Salieri - Penocchio (Goldlight)[13]
- Millor Nova Starlet Femenina (França) - Priscila Sol[13]
- Premi Especial Benelux (Premi del Jurat) - SEXY (Shots Video)[13]
- Millor Empresa Spain (Premi del Jurat) - IFG[13]
- Especial Europa Sèries de Vídeo (Premi del Jurat) - Anabolic (Anabolic Video)[13]
- Actriu Internacional (Premi del Jurat) - Katja Kassin[13]
- Millor Pel·lícula (EUA) - Compulsion (Elegant Angel)[13]
- Millor Director (EUA) - Robby D. - Jack's Playground (Digital Playground)[13]
- Millor Pel·lícula (França) - Parfum du Desir (Video Marc Dorcel)[13]
- Millor Pel·lícula (Itàlia) - Life (Pink O)[13]
- Millor Nova Starlet Femenina (Europa) - Cristina Bella[13]
- Millor Actor (Europa) - Nacho Vidal[13]
- Millor Sèries de Vídeo (Europa) - Rocco's Sexy Girls (MMV)[13]
- Millor Website (Alemanya) - www.dolly-buster.de (DBM)[13]
- Empresa de Distribució de l'Any (Alemanya) - VPS Film-Entertainment[13]
- Millor Director (Alemanya) - Harry S. Morgan[13]
- Millor Actor (Alemanya) - Markus Waxenegger[13]
- Millor Nova Starlet Femenina (Alemanya) - Janine LaTeen[13]
- Millor Nova Starlet Femenina (Alemanya) - Vivian Schmitt[13]
- Top Toy Product Line (Premi del Jurat) - Silvia Saint Toy Line (Orion)[13]
- A.o.P. (Premi del Jurat) - Steve Holmes[13]
- Reeixida Sèries de Vídeo Europe (Premi del Jurat) - Lexington (VNM)[13]
- Millor Actriu (EUA) - Jesse Jane[13]
- Empresa de l'Any (Alemanya) - Mulit Media Verlag[13]
- Millor Pel·lícula (Alemanya) - Penocchio (Goldlight)[13]
- Millor Actriu (Alemanya) - Tyra Misoux[13]
- Millor Pel·lícula (Europa) - Millionaire (Private Media Group)[13]
- Millor Director (Europa) - Kovi[13]
- Millor Actriu (Europa) - Katsuni[13]
- Especial Actriu (Premi del Jurat) - Monique Covét[13]
- Premi d'Honor (Internacional) - Berth Milton[13]

## Venus Awards 2010

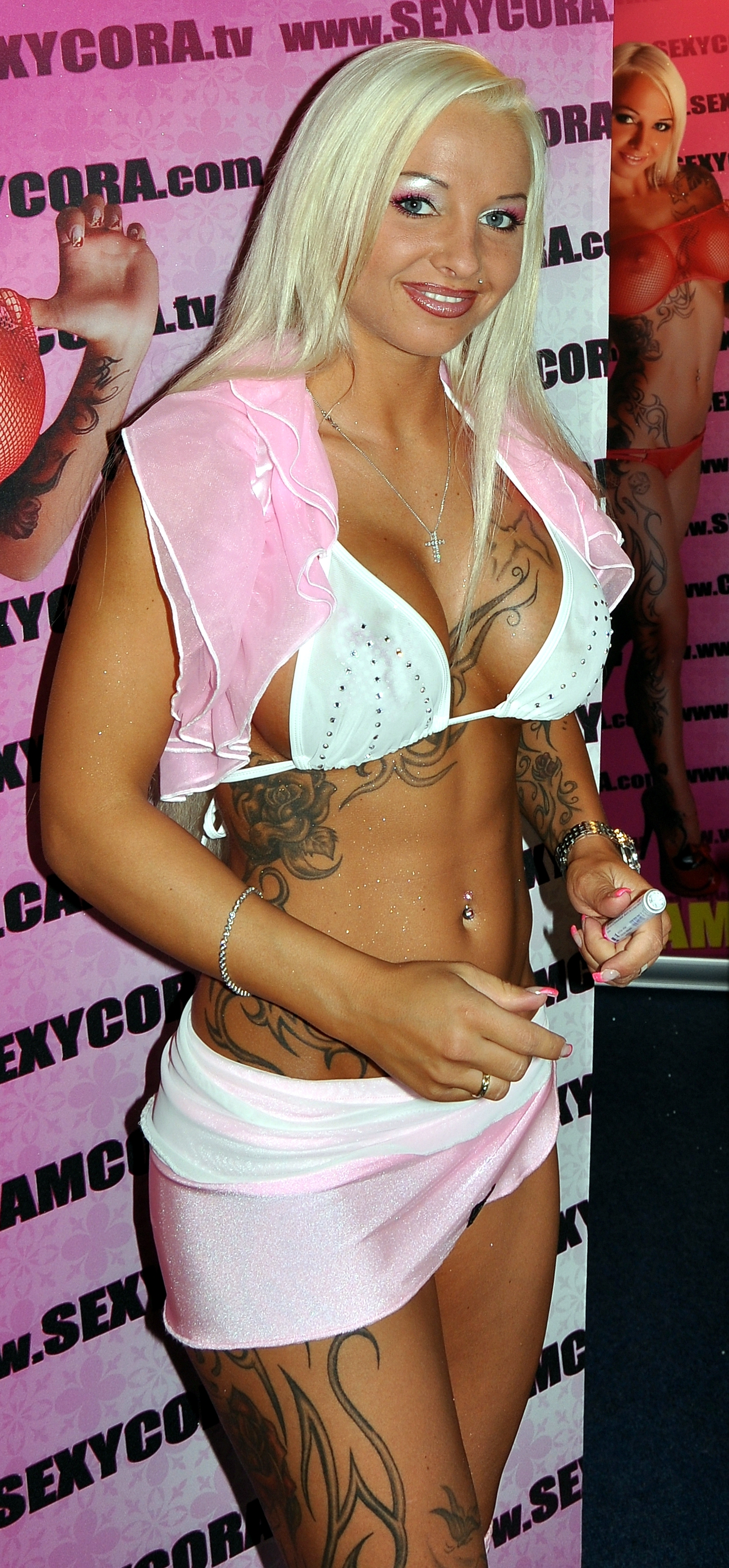
Sexy Cora als Venus Awards 2010, Berlin

- Millor Revista (Alemanya) - Happy Weekend[14]
- Millor Botiga Minorista Eròtica (Alemanya) - Ego Erotikfachmarkt[14]
- Millor Redlight Portal (Alemanya) - Berlinintim.de[14]
- Millor Oferta Eròtica Online Europea (Europa) - MoMo-net.com[14]
- Millor Innovació Web (Internacional) - Amateurflatrate.com (DBM)[14]
- Millor Canal TV Adult (Alemanya) - Hustler TV Deutschland[14]
- Millor Oferta VoD (Alemanya) - Erotic Lounge[14]
- Millor Noia Webcam (Internacional) - Gina (goldmodels.de/livestrip.com)[14]
- Millor Director (Internacional) - Allegro Swing[14]
- Millor Empresa Nova (Internacional) - Parliament/CZ[14]
- Millor Sèrie Manga (Internacional) - Trimax[14]
- Millor Sèries de Vídeo (Alemanya) - Magma Swing (Magmafilm)[14]
- Millor Nouvingut (Europa) - Victoria Risi[14]
- Millor Actriu (Europa) - Roberta Gemma[14]
- Revista Eròtica Estil Fetitxista - PO Magazin[14]
- Millor Empresa d'Entreteniment Mòbil - Pinksim! (Pink Adventure AG)[14]
- Llargmetratge amb Estrella Celebrity (Premi Especial del Jurat) - Cindy in Heat (Paradise)[14]
- Millor Sistema de Distribució Online (Alemanya) - Partnercash[14]
- Millor Internet Portal (Alemanya) - Fundorado.de[14]
- Millor Website Amateur (Alemanya) - MyDirtyHobby.com[14]
- Millor Pel·lícula (Alemanya) - Die Viper (Goldlight)[14]
- Millor Pel·lícula (Europa) - Lethal Body (ATV Group)[14]
- Premi Especial del Jurat - Sofia Gucci[14]
- Millor Sèries de Vídeo (Europa) - Russian Institute (Marc Dorcel)[14]
- Millor Sèries de Vídeo (Internacional) - Titus on Tour (Erotic Planet)[14]
- Millor Actriu Amateur (Alemanya) - Sexy Cora[14]
- Millor Nouvingut (Internacional) - Jade Laroche[14]
- Millor Actriu (Internacional) - Kayden Kross[14]
- Millor Toy Series (Internacional) - Sexy Cora Toys (Orion)[14]
- Millor Oferta VoD (Europa) - DORCEL TVoD and SVoD platform[14]
- Millor Oferta HD (Internacional) - Erotic Lounge[14]
- Gestió Justa (Premi Especial del Jurat) - X-Show Moskau[14]
- Negoci d'Internet (Premi Especial del Jurat) - EUROWEBTAINMENT (Gunnar Steger)[14]
- Innovació Mòbil (Premi Especial del Jurat) - My Dirty Mobile.de[14]
- Millor Oferta VoD (Internacional) - Sapphire Media Internacional B.V.[14]
- Millor Canal TV Adult (Europa) - Dorcel TV[14]
- Millor Canal TV Adult (Internacional) - Hustler TV[14]
- Proveïdor de Vídeo de l'Any (Alemanya) - EROTIC PLANET[14]
- Millor Pel·lícula (Internacional) - Body Heat (Digital Playground)[14]
- Millor Actriu (Alemanya) - Vivian Schmitt[14]
- Millor Canal TV HD - Penthouse HD[14]
- Pel·lícula Europea i Cooperació Vídeo (Premi Especial del Jurat) - GOLDLIGHT[14]
- Pel·lícula i Cinema (Premi Especial del Jurat) - This Ain't Avatar XXX (Hustler Video)[14]
- Innovació Cinema-Internet (Premi Especial del Jurat) - Saboom (Partnercash)[14]
- Empresa de l'Any - Penthouse[14]
- Pel·lícula Innovació de l'Any - Dorcel 3D (Marc Dorcel)[14]
- Empresària de l'Any - Nicole Kleinhenz[14]

## Venus Awards 2011
- Millor Aplicació de Mòbil Eròtica - Bleepersex[15]
- Millor Dissenyador Eròtic - Adult Profi[15]
- Especial Artista Eròtic - Pussykate[15]
- Millor DVD Online Erotic Store/Blu-ray - dvderotik.com[15]
- Millor Sistema de Pagament - www.payment-network.com[15]
- Millor Director - Ettore Buchi[15]
- Projecte Amateur Més Innovador - Aische Pervers[15]
- Millor Nou Programa d'Afiliació Eròtica - www.immocash.de[15]
- Millor Nova Sèrie de DVD Amateur - MyDirtyHobby[15]
- Millor Canal TV Adult - Hustler TV Germany[15]
- Millor Website Fetitxista - www.clips4sale.com[15]
- Millor Website Comercial - www.fundorado.com[15]
- Millor Oferta VoD - Sapphire Media Internacional B.V.[15]
- Millor Revista d'Estil Eròtic - Penthouse Germany[15]
- Millor Actriu Nova - Anna Polina[15]
- Millor Actor Masculí - Pornofighter Long John[15]
- Millor Noia Amateur Nova - Sweet-Selina[15]
- Millor Redlight Portal - www.berlinintim.de[15]
- Millor Web Mòbil - www.clipmobile.de[15]
- Millor Sèrie de Joguines Internacional - Love to Love by Lovely Planet[15]
- Millor Pel·lícula de Cinema - 007 Golden Ass (Paradise Film Entertainment)[15]
- Millor Revista Comercial Adulta - Sign EUROPE[15]
- Millor Duo d'Entreteniment Eròtic - Maria Mia & Sharon da Vale[15]
- Millor Canal HD - Hustler TV[15]
- Millor Sèrie DVD Amateur - Sexy Cora Amateurstars[15]
- Millor Nova Empresa per Adults - Magik View Entertainment[15]
- Millor Programa Afiliats Eròtic- www.partnercash.com[15]
- Millors Progressos en Actuació - Lena Nitro[15]
- Millor Format TV Eròtic - Babestand Productions[15]
- Most Ambitious High-End Productions - Mission Ass Possible/Smuggling Sexpedition (Private Media Group)[15]
- Millor Noia Amateur - Lea4You[15]
- Millor Disseny Innovador - Je Joue[15]
- Millor Oferta VoD - www.erotic-lounge.com[15]
- Millor Innovation Internet - Saboom.com[15]
- Millor Website Amateur - MyDirtyHobby.com[15]
- Millor Femenina Actriu - Roberta Gemma[15]
- Internacional Reeixida Video Empresa - Goldlight[15]
- Millor Canal TV Adult - Hustler TV[15]
- Millor Presentació de TV per Estrella Eròtica - Stella Styles[15]
- Millor Sèries de Vídeo - Soulbrettes Services (Marc Dorcel)[15]
- Empresària de l'Any - Kelly Holland[15]
- Millor Blockbuster de l'Any - Mission Ass Possible (Private Media Group)[15]

## Venus Awards 2012
- Millor Actor - Markus Waxxenegger[16]

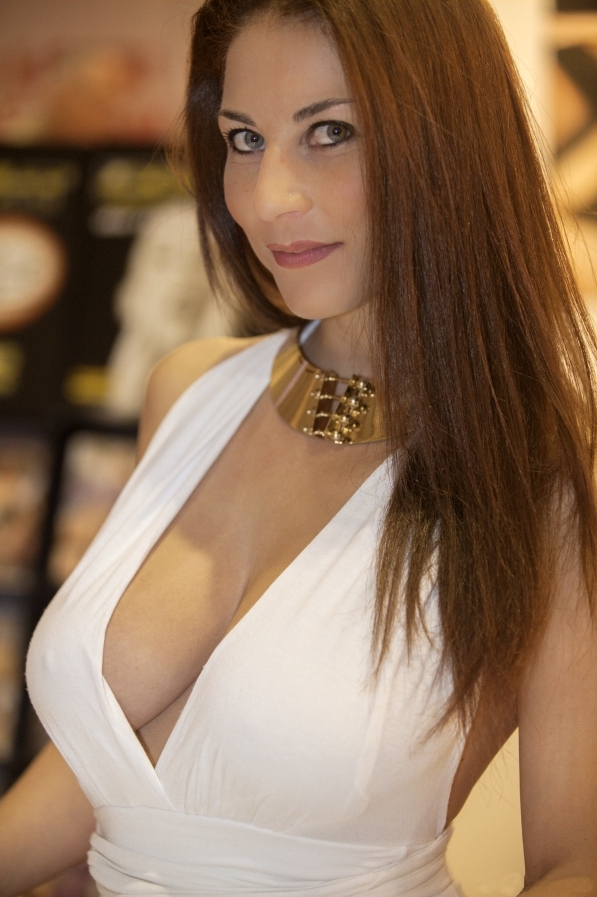
Roberta Gemma als Venus Berlin 2012

- Millor Nouvingut (Femení) - Xania Wet[16]
- Millor Actriu - Lena Nitro[16]
- Millor Director - John Thompson[16]
- Millor Noia Amateur - Aische Pervers[16]
- Millor Amateur Website - Julia Herz[16]
- Millor Innovació - Pornogutschein.com[16]
- Millor Lloc d'Internet - Fundorado.de[16]
- Millor Sèrie de Joguines - FunFactory[16]
- Millor Sèries Postres/Moda - Hustler Apparel[16]
- Millor Pel·lícula - Starportrait Maria Mia & Sharon da Vale[16]
- Millor Revista Impresa - Penthouse[16]
- Millor Canal TV Eròtic - Babestation24.de[16]
- Millor Model BDSM - Yvette Costeau[16]
- Premi a Tota la Carrera (Femení) - Biggi Bardot[16]
- Format TV Eròtic - Visit.X.TV[16]
- Tot Sobre Internet - Erovous[16]
- Nova Webstar de l'Any - Sweet-Sophie[16]
- Featured Film for Goodbye Marilyn (Actress) - Julie Hunter[16]
- Featured Film for Goodbye Marilyn (Actor) - Markus Waxxenegger[16]
- Featured Film for Goodbye Marilyn (Director) - Allegro Swing[16]
- Actuació en totes les àrees de la indústria d'adults alemanya - Pornfighter Long John[16]
- Estrella Recuperada - Roberta Gemma[16]
- Model Eròtic de l'Any - Micaela Schaefer[16]
- Premi a Tota la Carrera (Masculí) - Ron Jeremy[16]

## Venus Awards 2013
- Millor Actriu - Lena Nitro[17]
- Millor Actriu Internacional - Christy Mack[17]
- Millor TV-Act - Julie Hunter[17]
- Millor Nouvinguda Femenina - Lexy Roxx[17]
- Millor Actor - Chris Hilton[17]
- Millor Segell - Magmafilm[17]
- Millor Director - Tim Grenzwert[17]
- Millor Pel·lícula - Oktober Sexfest (Private Media Group)[17]
- Millor Productorr - Wolfgang Embacher[17]
- Millor MILF - Sexy Susi[17]
- Millor Amateurgirl - Aische Pervers[17]
- Millor Webpage - FunDorado.com[17]
- Millor Comunitat Eròtica - Joyclub.de[17]
- Millor Segell Gonzo - Cruel Media[17]
- Millor Guia Eròtica - BERLINintim/BERLINintim-Club[17]
- Millor Nou Producte - Penomet[17]
- Millor Live Cam Site Internacional - LiveJasmin[17]
- Millor Col·lecció de Joguines - Penthouse Pet Cyberskin Collection[17]
- Millor Revista - Penthouse[17]
- Millor Llançament de Nou Canal - Penthouse Black[17]
- Millor Disseny de Joguina - OVO[17]
- Millor Innovació - Chathouse 3D thriXXX[17]
- Millor Nova Línia de Jogines - Mystim[17]
- Premi del Jurat - Pipedream[17]
- Premi del Jurat - Aileen Taylor[17]
- Premi del Jurat - Manuel Stallion[17]
- Premi del Jurat - Texas Patti[17]

## Venus Awards 2014

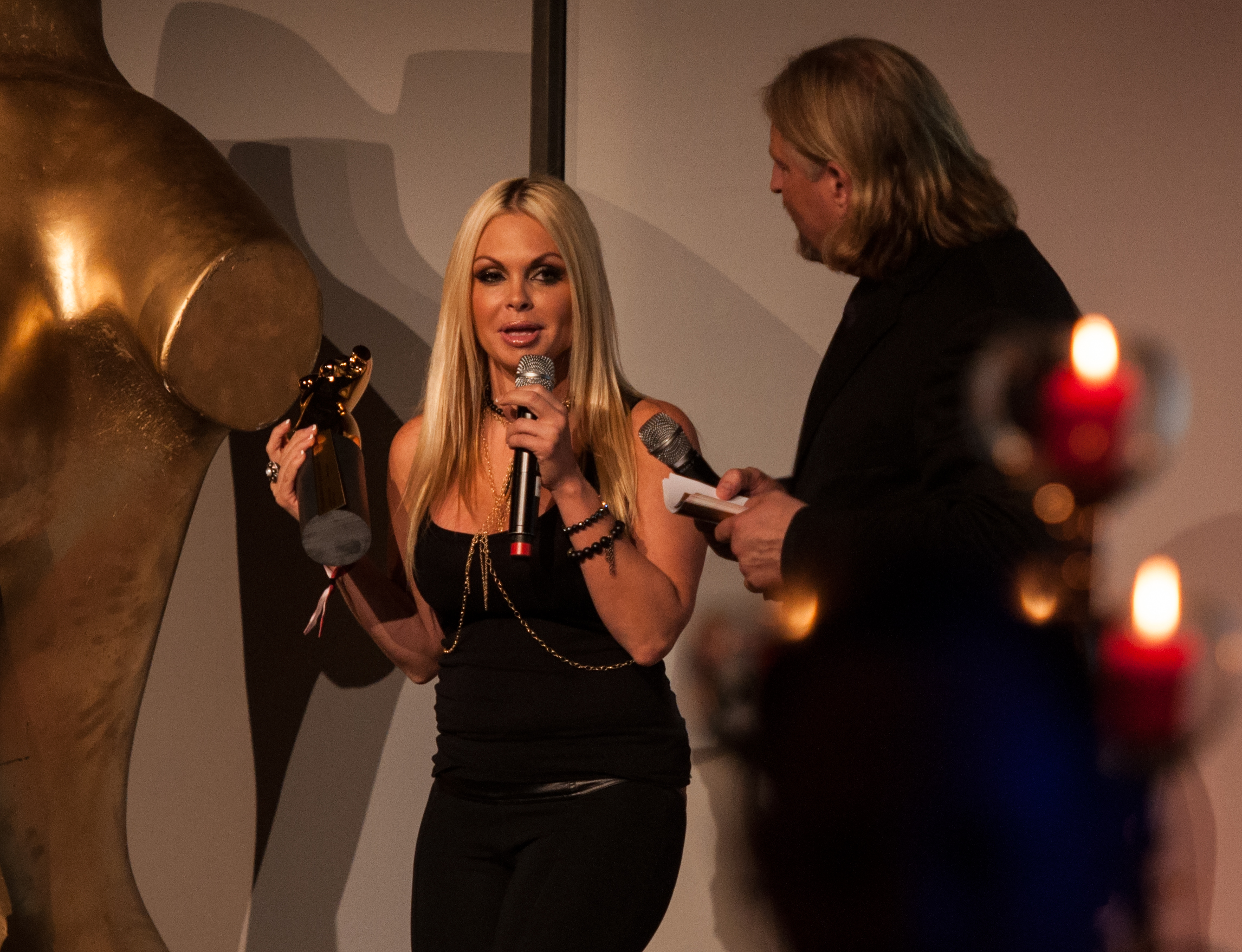
Jesse Jane als Venus Awards 2014, Berlin

- Millor Línia de joguines E-Stim - Mystim[18]
- Millor Website - Fundorado.de[18]
- Millor Comunitat Amateur - Big7.de[18]
- Millor Innovació - Spankrags[18]
- Millor Oferta Eròtica - Erotic Lounge[18]
- Millor Nova Línia de Jogines - Mystim[18]
- Millor Producer - John Thompson[18]
- Millor Pel·lícula - Rollergirl[18]
- Millor Fetish - Zonah[18]
- Millor MILF - Lilly Ladina[18]
- Millor Actor - Jean Pallett[18]
- Millor Actuació en Viu Femenina - Kitty Core[18]
- Millor Noia Amateur - RoxxyX[18]
- Millor Nouvingut - Natalie Hot[18]
- Millor Actriu Nacional - Julie Hunter[18]
- Millor Actriu Internacional - Bonnie Rotten[18]
- Millor Actuant Asiàtica - PussyKat[18]
- Millor Segell Nou - Chris Hilton Entertainment[18]
- Premi del Jurat: Millor Sèries Hard i Soft - CamGirlFarm[18]
- Premi del Jurat: Millor Oferta Alemanya Pay Per View - Blue Movie[18]
- Premi del Jurat: Millor Penis Pump - Penomet (UPL Distribution GmbH)[18]
- Premi del Jurat: Millor Carrera Porno - Salma de Nora[18]
- Premi del Jurat: Millor Campanya de Màrqueting - "Full on Love" (Fun Factory)[18]
- Premi del Jurat: Millor Entreteniment Cross-Media - Fundorado.tv[18]
- Premi del Jurat: Millor Model Eròtic - Micaela Schaefer[18]
- Premi del Jurat: Premi a Tota la Carrera - Jesse Jane[18]
- Premi del Jurat: Shootingstar - Julia Pink[18]
- Premi del Jurat: Millor TV Report - René on Tour (USA Special/Die René Schwuchow Show)[18]
- Premi del Jurat: Millor Producte Interactiu - Penthouse Cyberskin Reality Girls[18]

## Venus Awards 2015
- Millor Fabricant - Mystim[19]
- Millor Website - Fundorado.com[19]
- Millor Comunitat Amateur - Big7[19]
- Millor Director - Tim Grenzwert[19]
- Millor Sexparty - Erlebniswohnung[19]
- Millor Portal Video-on-Demand - erotic-lounge.com[19]
- Millor E-Stim Line - Mystim[19]
- Millor Joguina Innovadora (Premi del Jurat) - Topco Sales Twerking Butt[19]
- Millor Series Soft i Hard (Premi del Jurat) - Barcelona Heat & London Love Affairs (Beate-Uhse.TV/Blue Pel·lícula/Private)[19]
- Gang Bang Queen (Premi del Jurat) - Samy Saint[19]
- Millor Xarxa de Paysites (Premi del Jurat) - PornDoe Premium[19]
- Millor Parella Porno (Premi del Jurat) - Mick Blue & Anikka Albrite[19]
- Producta Innovador (Premi del Jurat) - Erotische-Hypnose.com[19]
- Millor Actriu Eròtica Internacional (Premi del Jurat) - Anike Ekina[19]
- Millor Revista Eròtica Europea (Premi del Jurat) - Penthouse[19]
- Millor Pornstar (Premi del Jurat) - Lullu Gun[19]
- Millor Moderació de Sèries - Paula Rowe (Rowe – Sextipps vom Profi)[19]
- Millor Noia Amateur - Nina Devil[19]
- Millor MILF - Julia Pink[19]
- Millor Actor Fetitxista - Cobie[19]
- Millor Actor - Diether von Stein[19]
- Millor Webcamgirl - Meli Deluxe[19]
- Millor Nova Actriu - Natalie Hot[19]
- Premi Fan - Kitty Monroe[19]
- Millor Actriu - Texas Patti[19]

## Venus Awards 2017
- Millor plataforma online VoD - Beate Uhse Pel·lícula[20]
- Millor VR site - Realitylovers.com[20]
- Millor series - Erotic Lounge Edition[20]
- Millor Segell Internacional - Private[20]
- Millor Fabricant 2017 - Mystim[20]
- Millor Xarxa de Paysites (Premi del Jurat) - PornDoe Premium[20]
- Millor VR Actor (Premi del Jurat) - Patty Michova[20]
- Millor producció alemanya soft / hard (Premi del Jurat) - Sexpension Hüttenzauber[20]
- Millor Plataforma Influencer Innovadora (Premi del Jurat) - FANCentro[20]
- Millor domina studio Alemanya - Domina Studio & VIP Lounge Elegance[20]
- Millor Producció BDSM - Badtime Stories, Smorlow[20]
- Millor Producció de Cinema Porno Nouvinguda - MariskaX[20]
- Millor Cameraman - Ronny Rosetti[20]
- Millor domina studio a Europae - Casa Casal[20]
- Millor Actor - Jason Steel[20]
- Millor Actor Senior - Big George[20]
- Millor MILF - Dirty Tina[20]
- Millor Noia Webcam - RoxxyX[20]
- Millor Actriu - Anny Aurora[20]
- Millor Actriu a Europa - Lena Nitro[20]
- Millor Actriu Internacional - Texas Patti[20]

## Venus Awards 2018
- Millor Noia Amateur - Lucy Cat[21]
- Millor Milf Internacional - Texas Patti[21]
- Millor Actriu - Little Caprice[21]
- Millor Actriu realitat Virtual- Texas Patti[21]
- Millor Show girl Internacional- Pussykat[21]
- Millor shooting star 2018 - Vika Viktoria[21]
- Millor Actriu a Sud-amèrica - Luna Corazon[21]
- Millor Actor - Marcello Bravo[21]
- Premi a Tota la Carrera - Stormy Daniels[21]
- Millor Adult Coin - Proncoin[21]
- Millor Nou Website - Erotik.com[21]
- Millor Comunitat live cam - Visit-X.net[21]
- Millor Oferta OTT a Alemanya - Sky Q: The 18+ app[21]
- Millor Website Realitat Virtual - RealityLovers.com[21]
- Millor Portal VOD - Erotic-lounge.com[21]
- Millor Internacional series - "XConfessions" by Erika Lust[21]
- Millor Comunitat Amateur - MyDirtyHobby[21]
- Millor Empresa de Producció - Big George Production[21]
- Millor Dominastudio Europe - bizarre paradise[21]
- Millor Sèrie TV soft (Premi del Jurat) - Sexy Alm 1 to 4[21]
- Millor Fabricant 2018 (Premi del Jurat) - Mystim[21]
- Millor Retailer Alemanya 2018 (Premi del Jurat) - 18+ GmbH[21]
- Millor Agència Nouvinguda de Marketing & Management (Premi del Jurat) - Pornagent[21]
- Millor Producte Innovador (Premi del Jurat) - BANGJUICE[21]

## Venus Awards 2019
- Millor Oferta VoD (Alemanya) - Erotic-Lounge[22]
- Millor Pel·lícula Alemanya - "Höhenrausch"[22]
- Millor Comunitat Amateur - MyDirtyHobby[22]
- Millor Cam Site - Bongacams[22]
- Millor Innovació Product - Silk'n[22]
- Millor Actriu VR- Eveline Dellai[22]
- Millor Cam Girl - Tamara Milano[22]
- Millor Actor - Marcello Bravo[22]
- Millor MILF - Texas Patti[22]
- Nouvingut Shootingstar 2019 - Fiona Fuchs[22]
- Millor Noia Amateur - Hanna Secret[22]
- Millor Series - German Scout[22]
- Millor Actriu Europa - Julia de Lucia[22]
- Millor Actriu Internacional - Little Caprice[22]
- Reporter Més Creatiu de Venus - Aaron Troschke[22]
- Millor Producte Eròtic - Erotische-Hypnose[22]
- Millor Sabor Eròtic - Bang Juice[22]
- Millor Nouvinguda Agència Marketing and Management - Porn Agent[22]
- Premi a tota la vida - Captain John[22]